# Pose (Technik)
Als Pose oder räumliche Lage wird im technischen Zusammenhang die Kombination von Position und Orientierung eines Starrkörpers bezeichnet. Zur Beschreibung der Pose denkt man sich ein dem Starrkörper angeheftetes Koordinatensystem, dessen Position und Orientierung relativ zu einem Bezugskoordinatensystem angegeben werden kann. Interpretiert man das Verhältnis der beiden Koordinatensysteme zueinander als eine Bewegung im Raum die das Bezugskoordinatensystem in das  Koordinatensystem der Pose überführt, dann wird der Posenbegriff gleichwertig zum Lagebegriff  als eine Bewegung  im Raum gedeutet. In der Mathematik wird die Pose als Element der  "spezielle euklidsche Gruppe" SE(3) beschrieben.

## Eingrenzung
Nach der DIN EN ISO 8373 (Industrieroboter Wörterbuch) ist die Pose die Kombination von Position und Orientierung im dreidimensionalen Raum. Die Position einer punktförmigen Masse in Relation zu einem kartesischen Koordinatensystem definiert sich demnach durch die Abstände entlang den Koordinatenrichtungen x, y, z. Spannt man an diesem Massepunkt ein zweites kartesisches Koordinatensystem auf, so definiert sich die Orientierung dieses Koordinatenkreuzes durch den Winkelversatz seiner Koordinatenachsen in Bezug zu den entsprechenden Achsen des Basiskoordinatensystems. Es sind somit zusätzlich drei Winkel notwendig, die die Lage des neuen Koordinatensystems bezogen auf das Basiskoordinatensystem beschreiben.

## Ermittlung
Aus bekannten Positionen von Markern im Raum und im Bild kann die Pose einer Kamera bestimmt werden. Umgekehrt kann aus Markern, die z. B. an einem Roboter angebracht sind, die Position des Endeffektors mit Hilfe einer Kamera bestimmt werden. Diese Methode kommt auch bei der Roboterkalibrierung zum Einsatz.
Eine Möglichkeit, die Transformation zwischen den Koordinatensystemen anzugeben, ist mit Hilfe von Roll-Nick-Gier-Winkel (englisch roll-pitch-yaw angle). Darüber hinaus gibt es diverse weitere Konventionen, so z. B. die Kardan- und Eulerwinkel oder auch „Drehachse & Winkel“.